# Har Brahá
Har Brahá (Áldás-hegy) héberül: הר ברכה egy  izraeli település, mely a 870 méter (2,850 láb) tengerszint feletti magasságban fekvő Gerizim hegylánc déli gerincén fekszik, Samária hegyein, a palesztin Sikem város közelében. Har Brahá az egyik két hegy nevéről kapta a nevét, melyeket a Mózes V. könyvében említenek, melyre Izrael tizenkét törzsének fele felment, hogy áldást mondjon. A település közösségi jellegű, és a Samaria Regionális Tanács joghatósága alá tartozik. 2021-ben 3062 lakosa volt.
Har Brahá 1982. november 17-én jött létre. 1987-ben egy ortodox családokból álló mag érkezett, hogy megalapítsa és felépítse a települést. A település megalapítása után Eliezer Melamed rabbi lett a település rabbija, a "Halacha gyöngyszemei" című könyvsorozat szerzője.
A településen van egy fiú és egy lány általános iskola, egy fiú és egy lány zsidó vallásos középiskola, valamint egy jesiva. 
2011-ben egy nagy csoport evangélikus keresztény érkezett, hogy segítsen a település közelében lévő szőlőültetvények szüretelésében Melamed rabbi kezdeményezésére és jóváhagyásával, azóta a település nyugati domboldalán laknak.
Miután Har Brahá felépült néhány száz magánház, a település lakói úgy döntöttek, hogy elkezdik a négy, öt és hat emeletes épületek építését. Ezt a döntést az otthonárak csökkentése és a fiatal párok számára a házvásárlás lehetővé tétele érdekében hozták meg. Az építkezés során egy fiú és egy lány iskola is épült a településen, együtt tizenegy óvodával.